# Scleria scabra
Scleria scabra là loài thực vật có hoa trong họ Cói. Loài này được Willd. miêu tả khoa học đầu tiên năm 1805.